# 2059
2059 (ММLIX) е обикновена година, започваща в сряда според Григорианския календар. Тя е 2059-ата година от новата ера, петдесет и деветата от третото хилядолетие и десетата от 2050-те.